# О’Тул, Кейт
Кейт О’Тул (англ. Kate O'Toole; 26 февраля 1960, Стратфорд-на-Эйвоне, Уорикшир, Англия, Великобритания) — британская актриса.

## Биография
Кейт О’Тул родилась 26 февраля 1960 года в Стратфорде-на-Эйвоне (графство Уорикшир, Англия, Великобритания) в семье актёра, восьмикратного номинанта на премию «Оскар», Питера О’Тула (1932—2013) и писательницы Шан Филлипс (род. 1933), которые были женаты в 1959—1979 годы. У О’Тул есть младшая сестра — актриса Патриша «Пэт» О’Тул (род.1963), а также младший кровный брат — актёр Лоркан Патрик О’Тул (род.1983) от отношений её отца с моделью Карен Браун. О’Тул посещала North London Collegiate School и Йельскую школу драмы.
В 1969 году Кейт дебютировала в кино, сыграв роль Амелии Мор в фильме «Смех в темноте», и в настоящее время она сыграла в 30-ти фильмах и телесериалах. Также играет в театре. В 2011 году О’Тул спродюсировала короткометражный фильм «Удачи, мистер Горски».
В ноябре 2008 года Кейт была осуждена за вождение в состоянии алкогольного опьянения и отстранена от вождения в течение трёх лет. Образец её крови показал, что в организме было в три раза больше алкоголя, чем позволяет максимальный предел.

## Избранная фильмография
актриса
| Год       |   | Русское название       | Оригинальное название    | Роль            |
| --------- | - | ---------------------- | ------------------------ | --------------- |
| 1969      | ф | Смех в темноте         | Laughter in the Dark     | Амелия Мор      |
| 1987      | ф | Мёртвые                | The Dead                 | Мисс Фарлонг    |
| 1998      | ф | Танцы во время Луназы  | Dancing at Lughnasa      | аптекарша       |
| 2000      | ф | Нора                   | Nora                     | Мисс Делаханти  |
| 2002      | ф | Одержимость            | Possession               | Миссис Джеймсон |
| 2007—2009 | с | Тюдоры                 | The Tudors               | Леди Салисбери  |
| 2012      | с | Титаник: Кровь и сталь | Titanic: Blood and Steel | Леди Карлтон    |

продюсер
- 2011 — «Удачи, мистер Горски»/Good Luck, Mr. Gorski